# Little Saint James
Pour les articles homonymes, voir Saint James.
Little Saint James, aussi surnommée l'île d'Epstein (anglais : Epstein Island) ou l'île de la Pédophilie (anglais : Pedophile Island), est une île privée située dans les Îles Vierges des États-Unis, qui fait partie des Petites Antilles dans la région des Caraïbes. D'une superficie d'environ 30 hectares, l'île est située au sud-est de Great Saint James (en) et au sud de Saint-Thomas, qui sont également des îles des Îles Vierges américaines. Les Îles Vierges des États-Unis constituent un territoire non incorporé des États-Unis situé à l'est de Porto Rico dans les Caraïbes.

## Propriétaires

### Arch Cummin (1997-1998)
En 1997, Little Saint James appartenait à Arch Cummin, un multimillionnaire ayant fait fortune dans le capital risque. On y trouvait alors, en plus de la résidence principale de 10 pièces, 3 bungalows, un port et un héliport.

### Jeffrey Epstein (1998-2019)
En 1998, Jeffrey Epstein achète l'île pour 7,95 millions de dollars,.
Le FBI y a mené en 2019 une perquisition. La procureure des Îles Vierges a demandé en 2020 la saisie des biens du défunt homme d'affaires condamné pour de multiples agressions sexuelles.
Selon les avocats des victimes d'Epstein, c'est à Little Saint James que de nombreux crimes contre des mineurs ont été commis par Epstein et ses amis qui y ont voyagé avec lui.
Le prince Andrew, duc d'York, a effectué au moins une visite à bord du jet privé d'Epstein sur l'île, mais d'anciens membres du personnel ont déclaré qu'il s'était rendu à Little Saint James à plusieurs reprises. Des documents judiciaires allèguent que Virginia Roberts Giuffre, alors âgée de 17 ans, a été forcée par Epstein à avoir des relations sexuelles avec le prince Andrew à plusieurs reprises, notamment dans le cadre d'une orgie à Little Saint James.
Son surnom l'île de la pédophilie vient du fait que Epstein y invitait des filles mineures pour avoir des rapports sexuels, prétendant faussement les inviter pour des massages.
Selon les habitants, Epstein a continué à amener des filles mineures sur l'île jusqu'en 2019, bien après avoir été enregistré comme délinquant sexuel en 2009.
En 2024, une enquête du magazine Wired, s'appuyant sur les données produites par la société de géolocalisation Near Intelligence (désormais Azira LLC) entre 2016 et l'arrestation d'Epstein en 2019, a permis de pister le trajet de deux-cent visiteurs de l'île, non seulement sur l'île mais à leur retour chez eux, généralement dans les quartiers huppés de grandes villes des États-Unis, mais aussi dans des lieux nettement plus défavorisés où Epstein et Maxwell recrutaient leurs "masseuses", par exemple en Ukraine.

### Stephen Deckoff (à partir de 2019)
En mai 2022, le milliardaire Stephen Deckoff, via sa firme SD Investments, a annoncé l'acquisition des îles Great Saint James et Little Saint James pour un montant avoisinant les 60 millions de dollars.

## Galerie

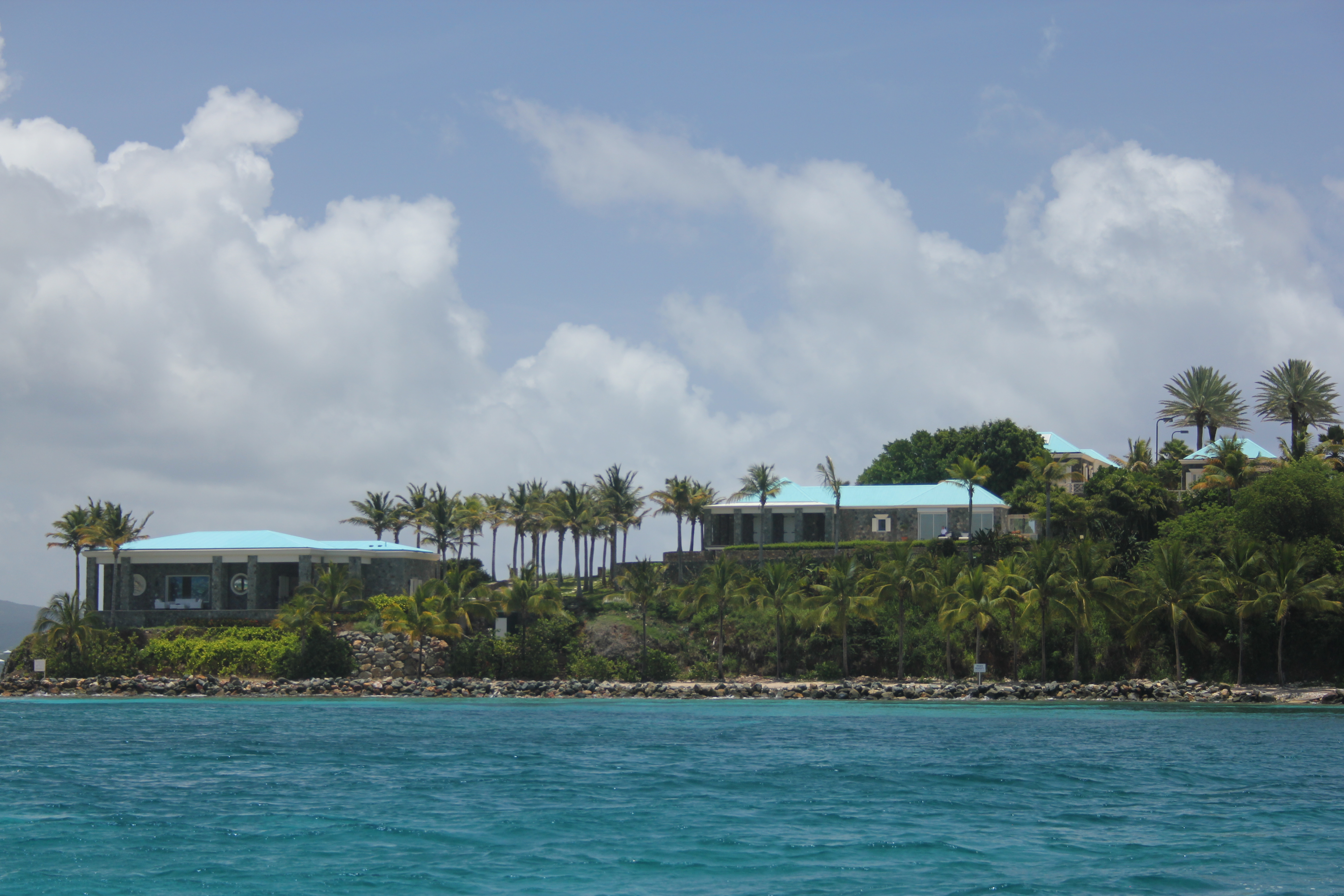
Vue d'une partie de l'île.
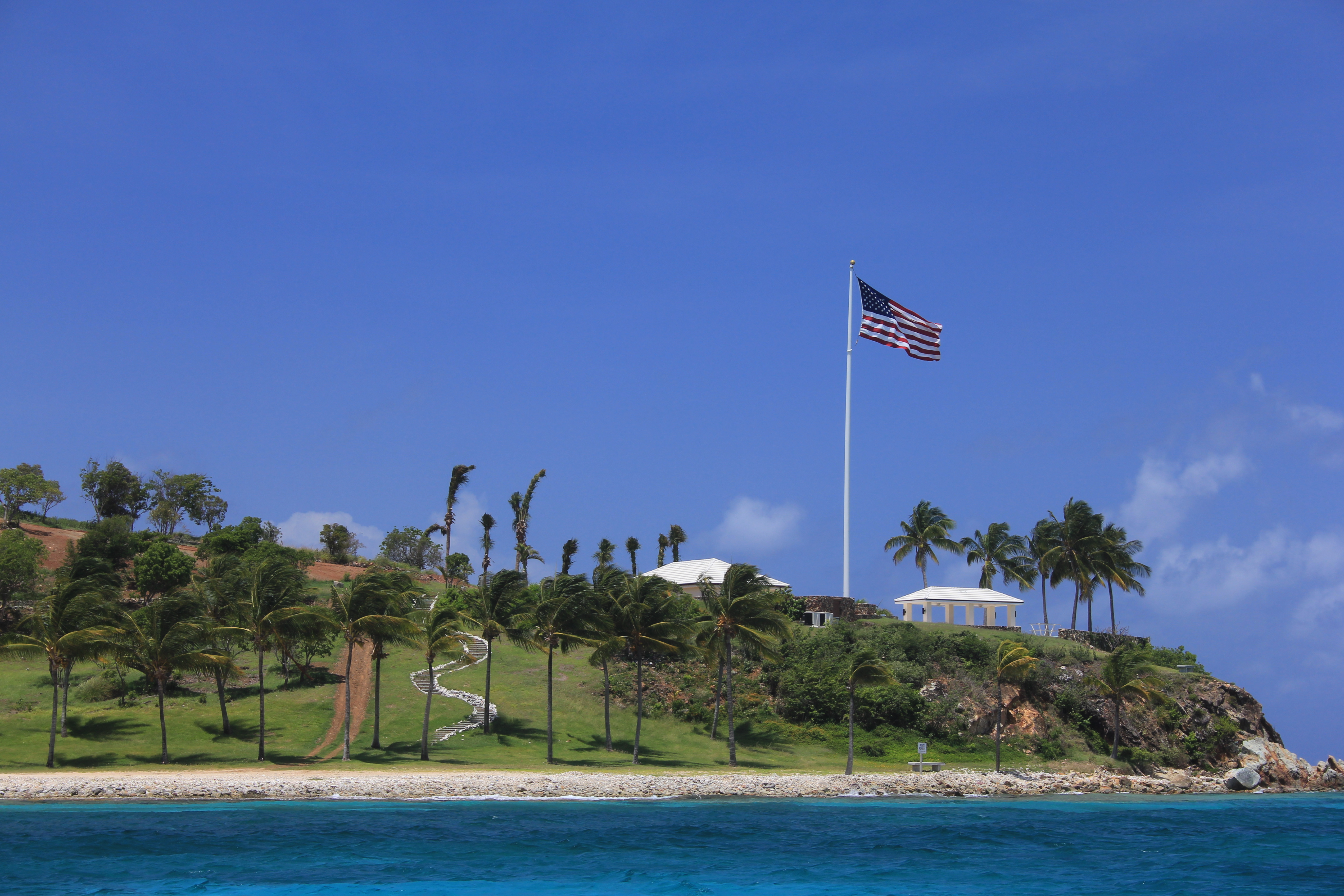
Autre partie.